# Роземари Трокел
Роземари Трокел (на немски: Rosemarie Trockel) е сред най-известните съвременни германски художнички.

## Биография
Родена е в Шверте, Северен Рейн - Вестфалия на 13 ноември 1952 г., живее в Кьолн. Следва (1974 - 1978) в Кьолнската художествена академия (Kölner Werkschulen) при проф. Вернер Шриферс.
Първата и самостоятелна изложба се състои през 1982 г. в Кьолн. От 1998 г. е професор в Дюселдорфската художествена академия.
През 2008 г. нейни творби са показани в изложбата „40 години видеоизкуство в Германия" в Софийската градска художествена галерия.

## Изложби
- 1986 участие в изложбата „Те създават каквото им харесва“ в галерия Шипка 6 на СБХ.
- 1997 участие в „Документа X“ в Касел.

## Представена в колекции
- Старата пинакотека, Мюнхен